# Кошанкольський сільський округ
Кошанко́льський сільський округ (каз. Қошанкөл ауылдық округі, рос. Кошанкольский сельский округ) — адміністративна одиниця у складі Казталовського району Західноказахстанської області Казахстану. Адміністративний центр — село Кошанколь.
Населення — 1174 особи (2021; 1724 у 2009, 1901 у 1999, 1870 у 1989).
Станом на 1989 рік існувала Кошанкольська сільська рада (села Богет, Кошенколь, Ордабай).

## Склад
До складу округу входять такі населені пункти:
| Населений пункт | Старі назви | Населення, осіб (1989) | Населення, осіб (1999) | Населення, осіб (2009) | Населення, осіб (2021) |
| --------------- | ----------- | ---------------------- | ---------------------- | ---------------------- | ---------------------- |
| Богет, село     | Жигір       | 168                    | 86                     | -                      | -                      |
| Кошанколь, село | -           | 1393                   | 1533                   | 1473                   | 1017                   |
| Ордабай, село   | Кусем       | 309                    | 282                    | 251                    | 157                    |